# Villy-le-Maréchal
Villy-le-Maréchal är en kommun i departementet Aube i regionen Grand Est (tidigare regionen Champagne-Ardenne) i nordöstra Frankrike. Kommunen ligger  i kantonen Bouilly som ligger i arrondissementet Troyes. År 2022 hade Villy-le-Maréchal 192 invånare.

## Befolkningsutveckling
Antalet invånare i kommunen Villy-le-Maréchal
Referens: INSEE